# 6730 Ikeda
6730 Ikeda è un asteroide della fascia principale. Scoperto nel 1992, presenta un'orbita caratterizzata da un semiasse maggiore pari a 3,1219093 UA e da un'eccentricità di 0,1539372, inclinata di 18,26243° rispetto all'eclittica.